# Withnail and I
Withnail and I es una película británica de comedia negra filmada en 1987 y escrita y dirigida por Bruce Robinson. Basada en la vida de Robinson en Londres durante los últimos años 60, la trama sigue a dos actores jóvenes sin empleo, Withnail y "Yo" (interpretados por Richard E. Grant y Paul McGann), que viven en un pequeño piso en Camden Town en 1969 mientras malgastan sus escasas ganancias en alcohol. Necesitados de unas vacaciones, obtienen las llaves de una finca de campo en Lake District, propiedad del lascivo y homosexual tío Monty y se dirigen allí. Las vacaciones son menos relajantes de lo que esperaban.
Withnail y yo fue la primera película de Grant y le lanzó a una exitosa carrera. La película incluyó interpretaciones de Richard Griffiths como el tío de Withnail, Monty, y de Ralph Brown como Danny el camello. La película tiene elementos tragicómicos (particularmente pertenecientes al género de la farsa) y es notable por la utilización de la música de la época y sus punzantes diálogos. Se la ha descrito como «una de las mejores películas de culto británicas».

## Argumento
La película describe las vidas y desventuras de dos jóvenes actores sin empleo en el Londres de los últimos años 60. Son el extravagante y alcohólico Withnail, y "Yo" (llamado "Marwood" en el guion pero no en los créditos) como su relativamente más atemperado amigo y narrador de la película. Withnail viene de un entorno privilegiado y marca el tono de la amistad. Ambos viven en un sucio piso de estilo georgiano en Camden Town. Su única compañía en el piso es la del camello local, Danny.
Los compañeros de piso discuten sobre el cuidado de la casa y se van a dar un paseo. En Regent's Park, discuten sobre el estado de sus carreras en la actuación y unas posibles vacaciones en el campo, decidiendo visitar al tío de Withnall, Monty, que tiene una pequeña cabaña cerca de Penrith. Tras una pelea contra un irlandés enorme y beligerante, vuelven a casa para prepararse para su viaje. Visitan a Monty esa noche en su lujosa casa de Chelsea. Monty es un esteta melodramático y Marwood se da cuenta de que es homosexual. Los tres beben brevemente juntos mientras Withnail miente casualmente a Monty sobre su carrera artística y sobre una ficticia estancia de Marwood en Eton. Antes de irse, Withnail consigue las llaves de la cabaña.
El paisaje del campo es precioso, pero el clima es frío y a menudo inclemente, la cabaña no tiene agua corriente o luz, no tienen comida y los habitantes locales son desagradables (en particular un cazador furtivo, Jake, al que Withnail ofende). Ven a Jake merodeando por la cabaña. Marwood sugiere volver a Londres al día siguiente. Withnail, por otro lado, pide que compartan una cama para la seguridad de ambos, pero Marwood se niega. Durante la noche, Withnail se vuelve paranoico, pensando que el cazador va tras ellos, y se mete bajo la manta con Marwood, quien, furioso, se va a dormir a otra cama. Oyendo los ruidos de un intruso irrumpiendo en la cabaña, Withnail se une de nuevo a Marwood en la cama. El intruso resulta ser Monty, a quien se le ha pinchado una rueda del coche.
Monty ha traído suministros y se insinúa persistentemente a Marwood. Le ofrece llevarle a la ciudad para comprar botas de agua, pero ambos, en vez de ello, se gastan el dinero en bebidas. Monty se siente herido, aunque se olvida de ello rápidamente durante una partida de póker en la que todos están borrachos. Marwood está aterrorizado de qué más Monty puede intentar y quiere marcharse inmediatamente. Tras varias discusiones, Withnail insiste en quedarse. Más tarde, esa noche, Marwood sigue intentando evitar a Monty, quien al final le arrincona en el cuarto de invitados. Monty revela que Withnail, cuando acordó la estancia en la cabaña, contó a Monty que Marwood era un homosexual encubierto que él mismo había rechazado varias veces. Marwood alega que el homosexual encubierto es, en realidad, Withnail, y que ambos han estado en una relación comprometida durante años. También dice que Withnail sólo le rechaza porque Monty está allí, y que ésta es la primera noche que no han dormido juntos en años. Monty, un romántico, acepta esta explicación y pide perdón por interponerse entre ellos. En privado, un Marwood furioso se enfrenta a Withnail e insiste en que se lo pagará.
A la mañana siguiente, Marwood se entera de que Monty se ha ido a Londres, dejando una nota en la que pide perdón, deseándoles felicidad juntos. Continúan discutiendo sobre su comportamiento y Monty. Cuando Marwood recibe un telegrama en el que se le informa de su rechazo en una prueba de audición, insiste en que vuelvan a Londres.
Mientras Marwood duerme, un Withnail borracho conduce por la carretera, y es arrestado por la policía. Inenta falsificar su muestra de orina. Ambos vuelven al piso para encontrarse a Danny y a un extraño llamado Presuming Ed viviendo allí. Marwood llama a su agente y descubre que le han adjudicado el papel principal en una obra. Los tres, y Presuming Ed, se colocan fumando un gran porro de cannabis. La celebración acaba cuando Marwood se entera de que han recibido un aviso de desahucio por rentas impagadas, mientras Withnail está demasiado colocado para preocuparse.
Marwood se prepara para irse a la estación, rechazando la solicitud de Withnail de una última copa. En Regent's Park, bajo la lluvia, Marwood confiesa que echará de menos a Withnail, pero no le permite acompañarle hasta la estación. Con una botella de vino en la mano, Withnail recita "¡Qué obra de trabajo es el hombre!" de la obra de William Shakespeare Hamlet, a un grupo de lobos que le observan desde detrás de una valla, en el zoo de Londres. La cámara le observa mientras se da la vuelta y se aleja hacia el horizonte, meciendo la botella, mientras los créditos finales empiezan. 

## Reparto
| Actor             | Personaje    |
| ----------------- | ------------ |
| Richard E. Grant  | Withnail     |
| Paul McGann       | "... y yo"   |
| Richard Griffiths | Tío Monty    |
| Ralph Brown       | Danny        |
| Michael Elphick   | Jake         |
| Eddie Tagoe       | Presuming Ed |
| Daragh O' Malley  | El Irlandés  |

## Producción
La película es una adaptación de una novela no publicada escrita por Robinson a finales de 1969. Un amigo actor, Don Hawkins, le entregó una copia del manuscrito a su amigo, el millonario heredero del petróleo Moderick Schreiber, en 1980. Schreiber, que intentaba adentrarse en la industria del cine, pagó a Robinson varios miles de libras esterlinas para adaptar la novela a un guion, que Robinson escribió a principios de los años 80. Terminado el guion, el productor Paul Heller animó a Robinson para que la dirigiera y encontró financiación para la mitad de la película. El guion fue entonces entregado a HandMade Films. Después de leerlo, George Harrison accedió a financiar el presupuesto restante.
El guion de Robinson es, en su mayor parte, autobiográfico. "Marwood" es Robinson; "Withnail" se basa en Vivian MacKerrell, un amigo con quién compartió un apartamento en Camden; y el "Tío Monty" se basa lejanamente en Franco Zeffirelli, de quien Robinson recibió atenciones amorosas no deseadas cuando era un actor joven. Vivió en condiciones precarias similares a las vistas en la película, y vistió bolsas de plástico a la manera de botas. Para el guion, Robinson condensó cuatro o cinco años de su vida en dos semanas.
La narración se cuenta desde la perspectiva en primera persona del personaje interpretado por Paul McGann, nombrado sólo una vez en la película como Marwood, y únicamente acreditado como "Yo".
Al principio de la película, Withnail lee un artículo titulado "Chico consigue papel de su vida para gran director italiano", lo que viene a implicar que el director está abusando sexualmente del chico. Esto es una referencia al acoso sexual que Robinson alega haber sufrido a las manos del director italiano Franco Zeffirelli cuando, de joven, consiguió el papel de Benvolio en Romeo y Julieta.
En el final de la novela, Withnail se suicidaba vertiendo una botella de vino en el cañón de la pistola de Monty y apretando el gatillo mientras bebía de él. Robinson cambió el final al pensar que era demasiado oscuro.
Según el discurso de Danny al final de la película, "estamos a 91 días del final de la década más grande de la historia del mundo...". Esto significa que la escena de la drogadicción tras el regreso de Penrith transcurre el jueves 2 de octubre de 1969, seis semanas después de Woodstock y dos días antes de la primera retransmisión televisiva de Monty Python's Flying Circus. No se conoce si Robinson pretendía nada al incluir una fecha tan específica. 
Denis O'Brien, que supervisó el rodaje en representación de HandMade Films, casi canceló la película tres días tras el inicio del rodaje. Pensó que la película no tenía "bromas discrernibles" y que estaba mal iluminada.
La película costó 1,1 millones de libras esterlinas. Robinson recibió £80.000 por dirigirla, £30.000 de las cuales se reinvirtieron en la película para rodar escenas adicionales, como los viajes a y desde Perlith, que HandMade Films no financió. Nunca se le reembolsó este dinero tras el éxito de la película.

### Casting
Paul McGann fue la primera elección de Robinson para interpretar a "Yo", pero fue despedido durante los ensayos porque Robinson decidió que el acento de Liverpool de McGann era inadecuado para el personaje. Otros actores leyeron el papel, pero McGann consiguió convencer a Robinson para volver a probarle, prometiendo declamar en un acento propio de los Home Counties. Rápidamente recuperó el papel.
Los actores considerados para el papel de "Withnail" incluyeron a Daniel Day-Lewis, Bill Nighy y Kenneth Branagh. Robinson alega que le dijo a Richard E. Grant que "la mitad de ti se tiene que ir", y le puso a dieta para el papel, aunque Grant lo deniega en el documental de 1999 "Withnail and Us". El papel de Withnail fue la primera película de Grant y le catapultó a una carrera exitosa.
Aunque interpretaba a un irascible alcohólico, Grant es abstemio, con una enfermedad que le impide procesar el alcohol. En consecuencia, nunca se había emborrachado antes del rodaje de la película. Robinson decidió que sería imposible para Grant interpretar al personaje sin haber experimentado nunca los efectos del alcohol y la resaca, y por lo tanto "obligó" al actor a emborracharse. Grant ha manifestado que se puso "violentamente enfermo" tras cada bebida, y encontró la experiencia "profundamente desagradable".
Durante el rodaje de la escena en la que consumen líquido de encendedor, Robinson cambió el contenido del mechero, que se había llenado con agua, por vinagre. Si bien el vómito estaba en el guion, la expresión facial es completamente natural.

### Rodaje
La película se rodó íntegramente en localizaciones. No se rodó en el verdadero Penrith, sino cerca de Shap y Bampton. La cabaña de Monty, "Crow Crag", es en realidad Sleddale Hall, situada cerca de Wet Sleddale Reservoir, a las afueras de Shap, aunque el lago aparentemente cercano a la cabaña es en realidad Haweswater Reservoir.
Sleddale Hall se puso a la venta en enero de 2009; los fanes de la película crearon un fondo colectivo para adquirir la finca, para su preservación como parte de la historia cinematográfica británica. Se vendió en una subasta por £265.000 el 16 de febrero de 2009. El precio inicial fue de £145.000. Su comprador fue Sebastian Hindley, propietario del Mardale Inn en el cercano pueblo de Bampton, que no aparece en la película. Hindley fue incapaz de reunir la financiación necesaria y en agosto de 2009 la propiedad fue revendida por una suma no revelada a Tim Ellis, un arquitecto de Kent, que fue incapaz de adquirir la casa en la primera subasta.
El puente donde Withnail y Marwood van a pescar está en la ladera de una colina bajo Sleddale Hall, a casi medio kilómetro de la cabaña. La cabina telefónica donde Withnail llama a su agente está junto a la calle principal en Bampton.

#### Hertfordshire
Aunque los planos exteriores y de la planta baja de Crow Crag se filmaron en Sleddale Hall, se utilizó la granja Stockers en Rickmansworth para las escenas del dormitorio y las escaleras. La granja también fue la localización utilizada para las escenas del pub "Crow and Crown".

#### Milton Keynes
Las escenas en el pub "King Henry" y en "Penrith Tea Rooms" se rodaron en Market Square, en Stony Stratford, Milton Keynes, en lo que ahora es el "Crown Inn" y Cox & Robinsons Chemists.

#### Londres
El pub "The Mother Black Cap" en la película era en realidad el pub "The Frog and Firkin", situado en Tavistock Crescent, Westbourne Green. Durante algún tiempo tras el estreno de la película, se llamó oficialmente "The Mother Black Cap". En la actualidad ha sido demolido. El apartamento de Withnail y Marwood se encontraba en el número 57 de Chepstow Place, en Bayswater. El plano en el que ambos se van a Penrith mientras giran a la izquierda desde el edificio que está siendo demolido se rodó en Freston road. El café donde Marwood toma el desayuno al principio de la película se encuentra en la esquina de Ladbroke Grove y Lancaster Road. La escena donde obligan a Withnail y Marwood a meterse en la parte trasera de una camioneta se rodó en el paso elevado junto a John Aird Court, Paddington. La escena final se rodó en Regent's Park. La casa del tío Monty es en realidad West House, Glebe Place, Chelsea.

#### Shepperton Studios
Los interiores de la comisaría de policía se rodaron en Shepperton Studios.

## Nombre de "Yo"
Aunque el nombre propio de '"Yo" no se menciona en la película, se cree ampliamente que es "Peter".  Este mito surgió como resultado de una línea de diálogo mal oída. En la escena en la que Monty se encuentra con los dos actores, Withnail le pregunta si le gustaría una copa. En su respuesta, Monty acepta la oferta y dice "...debes contarme todas las noticias. No te veo desde que acabaste tu última película". Mientras se sirve otra copa, y acabando While la suya, Withnail replica que ha estado "Bastante ocupado, tío. Televisión y cosas". Entonces, apuntando a Marwood, dice "Acaba de tener una audición para una obra". Algunos fanes oyen esta línea como "Peter ha tenido una audición para una obra", aunque en el guion de rodaje original y en todas las versiones publicadas del guion se lee "Él es".
El nombre del personaje "Yo" es "Marwood" en el guion original. Se ha sugerido que es posible que "Marwood" se oiga al principio de la película: Mientras los personajes escapan del irlandés en el Mother Black Cap, Withnail grita "¡Fuera de mi camino!". Algunos oyen esta línea como "¡Fuera de mi camino, Marwood!", aunque en el guion pone, simplemente, "¡Fuera de mi camino!".
Sin embargo, en una escena de la película aparece el nombre "Marwood", aunque no se pronuncia. Hacia el final de la cinta, un telegrama llega a Crow Crag y, mientras Withnail lee la nota, el nombre "Marwood" es bien visible, al revés, en el sobre. Es generalmente aceptado en la actualidad que "Yo" es "Marwood", ya que éste era el nombre utilizado en el guion de "Withnail y Yo", pero debido al hecho de que la historia se cuenta desde el punto de vista de Marwood, se le considera "Yo". Al final de los títulos de crédito y en la mayoría de la mercadotecnia realizada en torno a la película, el personaje de McGann es simplemente "...y Yo."
Sin embargo, en el material adicional existente en la edición británica del DVD de la película, el personaje es referenciado como Peter Marwood en los títulos de crédito.

## Recepción
La película tuvo una recaudación en el Reino Unido de £565.112, y en los Estados Unidos de $1.544.889. Las ventas en DVD y VHS han sido bastante buenas a lo largo de los años, y la película ha conseguido un estatus de culto, con varias páginas web dedicadas al film. En 2000, los lectores de Total Film votaron a Withnail y Yo como la tercera mejor comedia de todos los tiempos. En 2004, la misma revista la nombró la 13.ª mejor película británica de todos los tiempos. Withnail y Yo fue 38.ª en la encuesta de Channel 4 sobre las 100 Mejores Películas.
La película ostenta un 94%, y una calificación media de 8,5 sobre 10, en la página web Rotten Tomatoes. En agosto de 2009, The Observer organizó una encuesta entre 60 eminentes críticos cinematográficos y cineastas británicos, que la votaron como la segunda mejor película británica de los últimos 25 años. La película se clasificó en el número 118 de la lista de Empire con las mejores 500 películas de todos los tiempos. En 2009, el crítico Roger Ebert añadió la película a su lista de "Grandes películas", describiendo la interpretación de Grant como un "tour de force" y a Withnail como "una de las figuras icónicas de las películas modernas."
En 2007, se estrenó una versión remasterizada digitalmente de la película por el UK Film Council. Se proyectó en más de 50 salas alrededor del Reino Unido el 11 de septiembre, como parte de la última semana del ciclo de la BBC titulado "Un verano de cine británico".

## Legado
El grupo británico de shoegaze Ride utilizó segmentos de la película para su canción "Cool Your Boots", de su segundo álbum, Going Blank Again. El título de la canción viene de una de las líneas de diálogo de Danny, que le dice a Withnail, "Refresca tus botas, tío".
Hay un juego de bebidas asociado con Withnail y Yo. El juego consiste en seguir, copa a copa, cada bebida alcohólica consumida por Withnail durante la película. En global, Withnail bebe alrededor de nueve vasos y medio de vino tinto, media pinta de sidra, un chupito de líquido de encendedor (vinagre o ron de alta graduación son sustitutos comunes), dos chupitos y medio de ginebra, seis vasos de jerez, trece chupitos de whisky escocés y media pinta de cerveza.
Withnail y Yo se referencia en las letras de la canción de Kings of Leon "King of the Rodeo".